# Senado de Pakistán
El Senado de Pakistán es la cámara alta del poder legislativo de Pakistán, que junto con la Asamblea Nacional forman el Parlamento de Pakistán.
Se reunió por primera vez en 1973 y su composición está regulada por el Artículo 59 de la Constitución de Pakistán. Cada una de las cuatro provincias de Pakistán son representadas por 14 senadores y las áreas tribales poseen 8 senadores cada una, que sirven por un periodo de 6 años. La secretaría del Senado se encuentra en el ala este del edificio del Parlamento; La Asamblea Nacional se reúne en el ala oeste del mismo edificio.
Las elecciones se llevan a cabo cada tres años para la mitad del Senado y cada senador debe cumplir un período de seis años. La Constitución no permite la disolución del Senado.

## Historia
Tras la independencia, la primera Asamblea Constituyente de Pakistán fue elegida en diciembre de 1947, y la cual se encargó de redactar una Constitución. Esta Asamblea aprobó la Resolución de Objetivos el 12 de marzo de 1949, en la que se establecieron principios que posteriormente pasaron a ser parte sustantiva de la Constitución de Pakistán. Sin embargo, antes de que pudiera realizar la tarea de enmarcar la constitución, se disolvió en octubre de 1954. Posteriormente, el Gobernador General convocó la Segunda Asamblea Constituyente en mayo de 1955, que enmarcó y aprobó la primera Constitución de Pakistán el 29 de febrero de 1956. Esa Constitución fue promulgada el 23 de marzo de 1956, que preveía una forma parlamentaria de gobierno con una legislatura unicameral. Sin embargo, del 14 de agosto de 1947 al 1 de marzo de 1956, la Ley de Gobierno de la India de 1935, se mantuvo como la Constitución de Pakistán.
El 7 de octubre de 1958, la ley marcial fue promulgada y la Constitución derogada. El Gobierno Militar nombró una Comisión de Constitución en febrero de 1960 que enmarcaba la Constitución de 1962. Esa Constitución prevé una forma presidencial de gobierno con una legislatura unicameral. La Constitución de 1962 fue derogada el 25 de marzo de 1969. El Gobierno Civil, que llegó al poder en diciembre de 1971 de conformidad con las elecciones de 1970, le dio a la nación una Constitución provisional en el año 1972.
La Asamblea de 1970 enmarcó la Constitución de 1973, que fue aprobada por unanimidad el 12 de abril y promulgada el 14 de agosto de 1973. La Constitución de 1973 prevé una forma parlamentaria de gobierno con una legislatura bicameral, que comprende la Asamblea Nacional y el Senado.
El número de miembros del Senado, que originalmente era de 45, se elevó a 63 en 1977 y a 87 en 1985. El gobierno del general Pervez Musharraf elevó el número de miembros del Senado de 87 a 100 a través de la Orden de Marco Legal de 2002, aplicada el 21 de agosto de 2002 y el gobierno de Asif Ali Zardari elevó el número de miembros del Senado de 100 a 104 A través de la enmienda 19 en 2011 (cuatro miembros de las minorías de las cuatro provincias).

## Propósito y papel
El objetivo principal de la creación del Senado de Pakistán era dar igual representación a todas las unidades federadas, ya que la composición de la Asamblea Nacional se basaba en la población de cada provincia. La igualdad de miembros provinciales en el Senado, por lo tanto, equilibra la desigualdad provincial en la Asamblea Nacional.
Hay 104 escaños senatoriales. Hay 18 senadoras; La Constitución pakistaní requiere que haya al menos 17 mujeres senadoras. Los miembros del Senado son elegidos de acuerdo con el Artículo 59 de la Constitución.

### Presidente y parlamento
En virtud del artículo 50 de la Constitución, el Majlis-i-Shoora (Parlamento) de Pakistán está formado por el Presidente y dos Cámaras que se conocerán respectivamente como la Asamblea Nacional y el Senado. El Presidente es elegido por los miembros de ambas Cámaras del Parlamento y de las Asambleas Provinciales. El Presidente puede ser destituido de su cargo o enjuiciado mediante una resolución, aprobada por no menos de dos tercios de la totalidad de los miembros del Parlamento en una sesión conjunta de las dos Cámaras, convocada a tal efecto. En caso de quedar vacante la oficina del Presidente de la República, el presidente del Senado actuará como Presidente hasta el momento en que el cargo pueda ser cubierto mediante una elección parcial. Esto también ocurre cuando el presidente, por ausencia o cualquier otra incapacidad, es incapaz de ejercer efectivamente su cargo.

### Relaciones entre las Cámaras
A menos que ambas Cámaras aprueben un proyecto de ley y reciba el asentimiento del Presidente, no puede convertirse en una ley excepto en el caso de un proyecto de ley monetario que es la única prerrogativa de la Asamblea Nacional. A través de una enmienda, se ha introducido el papel de un Comité de Mediación, integrado por ocho miembros de cada Cámara, para desarrollar un consenso sobre los proyectos de ley, en caso de que haya un desacuerdo entre las dos casas.

### Gabinete
La Constitución establece que habrá un Gabinete encabezado por el primer ministro, que será colectivamente responsable ante la Asamblea Nacional. El primer ministro es elegido de entre los miembros de la Asamblea Nacional. Los ministros federales y los ministros de Estado son nombrados entre los miembros del Parlamento. Sin embargo, el número de Ministros federales y Ministros de Estado que son miembros del Senado, en ningún momento excederá de una cuarta parte del número de Ministros Federales. 

## Nombramiento
1. El Senado estará integrado por 104 miembros, de los cuales:
  1. Catorce serán elegidos de entre los miembros de cada Asamblea provincial.
  2. Ocho serán elegidos por el voto directo y libre de las áreas tribales federalmente administradas.
  3. Dos son asientos generales, compuestos por una mujer y un tecnócrata.
  4. Cuatro mujeres serán elegidas por los miembros de cada Asamblea provincial.
  5. Cuatro tecnócratas incluyendo ulema serán elegidos por los miembros de cada Asamblea provincial.
  6. Un asiento en el Senado se reserva para las minorías en cada provincia.
2. La elección para ocupar los escaños en el Senado asignados a cada provincia se llevará a cabo de acuerdo con el sistema de representación proporcional por medio del voto único transferible.
3. El Senado no estará sujeto a la disolución, pero el periodo de mandato de los Senadores será de seis años:
  1. De los miembros a que se refiere el punto 1.1, siete cesarán después de la expiración de los tres primeros años y siete cesarán después de la expiración de los próximos tres años.
  2. De los miembros a que se refiere el punto 1.2, cuatro cesarán después de la expiración de los tres primeros años y cuatro cesarán después de la expiración de los próximos tres años
  3. De los miembros mencionados en el punto 1.3:
    1. Uno elegido en asiento general cesará después de la expiración de los tres primeros años y el otro cesará después de la expiración de los próximos tres años.
    2. Uno elegido en el asiento reservado para el tecnócrata cesará después de los primeros tres años y el elegido en el asiento reservado para la mujer cesará después de la expiración de los próximos tres años.

  4. De los miembros mencionados en el punto 1.4, dos cesarán después de la expiración de los tres años y dos cesarán después de la expiración de los próximos tres años.
  5. De los miembros a que se refiere el punto 1.5, dos se cesarán después de la expiración de los tres primeros años y dos cesarán después de la expiración de los tres años siguientes.